# Oštra Luka
 Ovo je glavno značenje pojma Oštra Luka. Za naselje u općini Donji Žabar, BiH pogledajte Oštra Luka (Donji Žabar, BiH).
Oštra Luka je općina u zapadnom dijelu Bosne i Hercegovine.
Poslije potpisivanja Daytonskog mirovnog sporazuma, najveći dio općine Sanski Most ušao je u sastav Federacije BiH. Od područja koje je ušlo u sastav Republike Srpske formirana je općina Oštra Luka. Ranije je nosila naziv Srpski Sanski Most, ali u skladu s odlukama Ustavnog suda BiH od 22. rujna i 27. veljače 2004. godine naziv je proglašen neustavnim, te se zamjenjuje nazivom Oštra Luka.

## Stanovništvo

### Popisi 1971. – 1991.

#### Oštra Luka (naseljeno mjesto), nacionalni sastav
| Oštra Luka         |               |               |               |
| godina popisa      | 1991.         | 1981.         | 1971.         |
| Srbi               | 778 (92,84 %) | 577 (66,55 %) | 743 (97,89 %) |
| Hrvati             | 32 (3,81 %)   | 28 (3,22 %)   | 8 (1,05 %)    |
| Muslimani          | 7 (0,83 %)    | 10 (1,15 %)   | 4 (0,52 %)    |
| Jugoslaveni        | 17 (2,02 %)   | 252 (29,06 %) | 3 (0,39 %)    |
| ostali i nepoznato | 4 (0,47 %)    | 0             | 1 (0,13 %)    |
| ukupno             | 838           | 867           | 759           |

### Popis 2013.
| Stanovništvo općine Oštra Luka |                |
| godina popisa                  | 2013.          |
| Srbi                           | 2580 (92,61 %) |
| Hrvati                         | 160 (5,74 %)   |
| Bošnjaci                       | 23 (0,83 %)    |
| ostali i nepoznato             | 23 (0,83 %)    |
| ukupno                         | 2786           |

| Oštra Luka – naseljeno mjesto |               |
| godina popisa                 | 2013.         |
| Srbi                          | 764 (97,70 %) |
| Hrvati                        | 16 (2,05 %)   |
| Bošnjaci                      | 0             |
| ostali i nepoznato            | 2 (0,26 %)    |
| ukupno                        | 782           |

## Naseljena mjesta
Općinu Oštra Luka sačinjavaju sljedeća naseljena mjesta:
Batkovci, 
Budimlić Japra, 
Donja Kozica, 
Donja Tramošnja, 
Duge Njive, 
Garevica, 
Gornja Kozica, 
Gornja Tramošnja, 
Hadrovci, 
Halilovci, 
Hazići, 
Koprivna, 
Marini,
Mrkalji, 
Oštra Luka, 
Ovanjska, 
Podvidača, 
Sasina, 
Slatina, 
Stara Rijeka, 
Škrljevita,
Trnova,
Usorci i 
Zenkovići.
Navedena naseljena mjesta su do potpisivanja Daytonskog mirovnog sporazuma bila u sastavu općine Sanski Most koja je ušla u sastav Federacije BiH.

## Povijest
Ovaj prostor u srednjem vijeku naseljavaju Hrvati i nalazi se u sastavu Hrvatskog Kraljevstva, a kasnije je i dio Sanske županije i biskupije. 

U 14. stoljeću područjem gospodare moćni knezovi Blagajski-Babonići, a početkom 15. ga kraće vrijeme kontrolira Hrvoje Vukčić Hrvatinić.

U 16. stoljeću područje pada pod osmanlijsku vlast, pod kojom i ostaje do Berlinskog kongresa 1878., kada ga okupira i 1908. aneksira Austro-Ugarska. Nakon toga je dio države Slovenaca, Hrvata i Srba, pa kraljevine Jugoslavije, kao dio Vrbaske banovine, pa Nezavisne Države Hrvatske, pa SR BiH.

## Poznate osobe
- mons. Marko Kamenjaš, hrv. katolički svećenik iz BiH, visoki crkveni dužnosnik

## Vanjske poveznice
- Službene stranice